# Kurt Rehkopf
Kurt Rehkopf (* 30. Mai 1939 in Hannover) ist ein deutscher Politiker der FDP und Handwerksfunktionär. Er war mehrere Jahre Abgeordneter im Landtag von Niedersachsen und von 1986 bis 1994 dessen Vizepräsident.

## Leben
Kurt Rehkopf wurde als Sohn einer Handwerkerfamilie geboren, die bereits im 19. Jahrhundert einen Klempnerbetrieb in Wunstorf führte. Er besuchte die Lutherschule Hannover, absolvierte anschließend eine Lehre und wurde am 19. April 1957 als Bäckergeselle freigesprochen. Später besuchte er die Meisterschule und gründete 1963 als Bäcker- und Konditormeister einen eigenen Betrieb in Wunstorf, den er bis 2005 führte und dann verkaufte.
1964 trat er der FDP bei und wurde 1968 in den Rat der Stadt Wunstorf gewählt. Dieses Mandat trägt er seitdem ununterbrochen. Von 1976 bis 1986 war er Erster Stellvertretender Bürgermeister. Von 1974 bis 1978 (8. Wahlperiode) sowie von 1982 bis 1994 (10. bis 12. Wahlperiode) war er Mitglied des Niedersächsischen Landtags für die FDP, von 1986 bis 1994 war er Vizepräsident des Landtags.
Kurt Rehkopf war Präsident der Unternehmensverbände Handwerk Niedersachsen und Präsident der Vereinigung der Handwerkskammern Niedersachsen. Von 1989 bis 1994 war er alternierend Präsident des Niedersächsischen Handwerkstages (NHT), von 1994 bis 2007 war er dessen alleiniger Präsident. 2007 wurde er zum Ehrenpräsidenten gewählt.
Kurt Rehkopf ist Vorstandsmitglied des Fördervereins Tagestreff Wunstorf (Wohnungslosenhilfe) und seit 2006 Kirchenvorstand der ev.-luth. Stiftskirchengemeinde Wunstorf.
Kurt Rehkopf ist verheiratet und hat drei Kinder.

## Auszeichnungen
- 1997: Niedersächsischer Verdienstorden (1. Klasse)
- 1999: Ehrenring des niedersächsischen Handwerks
- 2007: Ehrenpräsident des Niedersächsischen Handwerkstages
- 2009: Verdienstkreuz I. Klasse des Verdienstordens der Bundesrepublik Deutschland[3]